# Liste der Stolpersteine in Guntersblum
In der Liste der Stolpersteine in Guntersblum sind die vorhandenen Gedenksteine aufgeführt, die im Rahmen des Projektes Stolpersteine des Künstlers Gunter Demnig bisher in Guntersblum verlegt worden sind.
Nachdem bereits seit 2003 in mehr als 300 Ortschaften Deutschlands, Österreichs, Ungarns und den Niederlanden Stolpersteine verlegt wurden und der Ort Guntersblum auf eine langjährige Geschichte seiner jüdischen Mitbewohner zurückblicken kann, hat im Jahr 2010 auch der Ortsgemeinderat von Guntersblum zugestimmt, in Erinnerung an ehemalige Bürger, die im Dritten Reich deportiert, ermordet oder zur Flucht aus Deutschland gezwungen wurden, mit einem solchen Gedenkstein zu ehren. Diese kleinen Messingquader mit der Gravur des Namens, der Lebensdaten und des Schicksals befinden sich vor dem zuletzt frei bewohnten Haus der betreffenden Person und sind vom Künstler persönlich in den Bürgersteig eingesetzt worden.
Dazu gründete sich der Projektkreis der Ortsgemeinde Stolpersteingruppe Guntersblum der die organisatorische Verantwortung betreffend der Recherche, der Kontaktaufnahme mit Nachkommen und der Umsetzung sowie Pflege übernahm. Finanzielle Unterstützung erhielt die Projektgruppe unter anderem durch zahlreiche Privatpersonen, dem Ortsverein der Arbeiterwohlfahrt, verschiedener Parteien sowie der evangelischen Kirchengemeinde und der Guntersblumer Feuerwehr. Am 2. April 2011 fand schließlich die erste Verlegung von insgesamt 23 Steinen im Beisein des Künstlers, der Politiker, der Projektgruppe, den Sponsoren sowie einigen Nachkommen der betroffenen Familien statt. Zugleich wurde von der Projektgruppe eine illustrierte Dokumentation herausgegeben, in der ausführlich auf die Einzelschicksale der Opfer aus Guntersblum eingegangen wird.

## Verlegte Stolpersteine
| Adresse                                        | Name und Kurzvita | Inschrift | Verlegedatum  | Bild |
| ---------------------------------------------- | --- | --- | ------------- | ---- |
| Alsheimer Straße 1 · () ·                      | Moritz Hertz, geboren am 30. Mai 1893 in Guntersblum, Sohn der Eheleute Heinrich und Henriette Hertz und Weinhändler im Homburger Hof. Sein jüngerer Bruder Theodor konnte 1934 mit seiner Familie über Berlin nach Palästina fliehen | Hier wohnte Moritz Hertz Jg. 1893 Flucht 1938 Frankreich interniert deportiert 1942 ermordet in Auschwitz                                   | 2. Apr. 2011  |      |
| Alsheimer Straße 1 · () ·                      | Hedwig Hertz, geborene Oppenheimer geboren am 12. Juni 1905 in Groß-Gerau, Ehefrau von Moritz Hertz | Hier wohnte Hedwig Hertz geb. Oppenheimer Jg. 1905 Flucht 1938 Frankreich interniert deportiert 1942 ermordet 1942 in Auschwitz             | 2. Apr. 2011  |      |
| Alsheimer Straße 1 · () ·                      | Vera Henriette Hertz, geboren am 15. Mai 1930, Tochter von Moritz und Hedwig Hertz, wurde von ihren Eltern auf der Flucht in Frankreich aus dem Zug gereicht, wo sie von der Resistance versteckt wurde. Sie überlebte den Holocaust und baute sich in den USA eine Existenz auf. | Hier wohnte Vera Henriette Hertz Jg. 1930 Flucht 1938 Frankreich versteckt von Resistance überlebt in USA                                   | 2. Apr. 2011  |      |
| Bahnhof Guntersblum · Bahndienstgebäude · () · | Johann Maurer, geboren am 9. Januar 1897 in Guntersblum, Sohn eines Reichsbahnbediensteten, war kein Jude. Er war Kriegsfreiwilliger im Ersten Weltkrieg und wurde mit dem Eisernen Kreuz, II. Klasse sowie der Hessischen Tapferkeitsmedaille ausgezeichnet. Maurer trat 1933 in die SA-Reserve II, der vormaligen Organisation Stahlhelm ein. Ab 1935 lebte er mit seiner Ehefrau und Tochter als Fahrdienstleiter in Guntersblum. Wegen möglichen oder tatsächlichen staatsfeindlichen kritischen Äußerungen wurde er denunziert und kam zunächst in Schutzhaft nach Mainz und wurde 1944 in das KZ Buchenwald deportiert und dort ermordet. | Hier wohnte Johann Maurer Jg. 1897 verhaftet 1944 'Staatsfeindliche Hetze' Gestapohaft Mainz 1944 Buchenwald ermordet 14.3.1945             | 2. Apr. 2011  |      |
| Bleichstraße 8 · ()                            | Johanna Grünewald, geborene Schack geboren am 13. Januar 1870 in Guntersblum, Witwe von Isidor Grünewald (1871–1905). Deren beider Sohn Hermann betrieb ab 1926 eine Eisenwarenhandlung und konnte 1937 dem Holocaust mit seiner Ehefrau und zwei Töchtern in die USA entfliehen | Hier wohnte Johanna Grünewald geb. Schack Jg. 1870 deportiert 1942 Theresienstadt ermordet 8.11.1942                                        | 2. Apr. 2011  |      |
| Bleichstraße 8 · ()                            | Adolf Grünewald, geboren am 20. April 1878 in Okarben, Bruder von Isidor Grünewald und Schwager von Johanna Grünewald, geb. Schack. Der leicht körperbehinderte Grünewald wurde zusammen mit seiner Schwägerin zunächst in das Sammellager Darmstadt gebracht, bevor beide am 27. September 1942 nach Theresienstadt deportiert und in der Gaskammer ermordet wurden | Hier wohnte Adolf Grünewald 'Onkelchen' Jg. 1878 deportiert 1942 Theresienstadt ermordet 14.12.1942                                         | 2. Apr. 2011  |      |
| Grabenstraße 21 · ()                           | Wilhelm Kopf, geboren am 29. Mai 1888 in Guntersblum, Sohn der Eheleute Philipp Kopf (* 17. Oktober 1849 in Guntersblum), Bahnwärter, und Katharina Kopf, geb. Illig (* 08. Juni 1849 in Dienheim). Wilhelm war das zweitjüngste von sieben Kindern der Familie Philipp Kopf und war geistig behindert. Er wurde 1931 zunächst in die Heilanstalt Alzey eingewiesen und 1941 in die Landesheilanstalt Hadamar-Mönchberg verlegt, wo er am Tag der Ankunft, am 15. Mai 1941 im Rahmen der T4-Aktion ermordet wurde. | Hier wohnte Wilhelm Kopf JG 1888 eingewiesen 1931 Heilanstalt Alzey 'verlegt' 15.5.1941 Hadamar ermordet 15.5.1941 'Aktion T4'              | 22. Apr. 2021 |      |
| Hauptstraße 11 · ()                            | Eva Mayer, geborene Morgenstern geboren am 28. April 1867 in Guntersblum, Weinhändlerin | Hier wohnte Eva Mayer geb. Morgenstern Jg. 1867 zwangsweise umgesiedelt 1938 Frankfurt/M. deportiert 1942 Theresienstadt ermordet 28.8.1942 | 2. Apr. 2011  |      |
| Hauptstraße 41 · ()                            | Eugen Wolf, geboren am 2. Januar 1893 in Planig, Bänker in Dresden. Er übernahm nach dem Tod seines Vates zunächst dessen Weinbau und nach seiner Heirat mit Johanna Mann das Weingut seines Schwiegervaters in Guntersblum. 1938 musste die Familie Haus und Geschäft verkaufen. Eugen Wolf hatte bereits eine eidesstattliche Erklärung für ein Visum von einem Cousin in den USA erhalten und beabsichtigte, vorübergehend in Großbritannien bei seinem weiteren Cousin Max Wolf zu leben, solange er auf das amerikanische Visum warten musste. Doch noch vor dessen Aushändigung wurde die Familie verhaftet und deportiert | Hier wohnte Eugen Wolf Jg. 1893 zwangsweise umgesiedelt 1939 Frankfurt/M. deportiert 1941 ermordet in Minsk                                 | 2. Apr. 2011  |      |
| Hauptstraße 41 · ()                            | Johanna Wolf, geborene Mann geboren am 4. August 1895 in Guntersblum, Ehefrau von Eugen Wolf | Hier wohnte Johanna Wolf geb. Mann Jg. 1895 zwangsweise umgesiedelt 1939 Frankfurt/M. deportiert 1941 ermordet in Minsk                     | 2. Apr. 2011  |      |
| Hauptstraße 41 · ()                            | Marianne Wolf, geboren am 14. Januar 1932 in Mainz, Tochter von Eugen und Johanna Wolf. Sie hätte im Juni 1939 in Frankfurt die Gelegenheit gehabt, sich einer Kinderlandverschickung anzuschließen, doch die Eltern konnten sich nicht von ihr trennen | Hier wohnte Marianne Wolf Jg. 1932 zwangsweise umgesiedelt 1939 Frankfurt/M. deportiert 1941 ermordet in Minsk                              | 2. Apr. 2011  |      |
| Hauptstraße 48 · ()                            | Bernhard Deutsch, geboren am 5. März 1856 | Hier wohnte Bernhard Deutsch Jg. 1856 zwangsweise umgesiedelt 1937 Frankfurt/M. tot Juli 1939                                               | 2. Apr. 2011  |      |
| Hauptstraße 48 · ()                            | Georgine Wolf, geborene Deutsch geboren am 30. Mai 1885 in Nieder-Olm, Tochter von Bernhard Deutsch und Ehefrau von Isidor Wolf. Deren beider Sohn Heinz (1909–1996) entging dem Holocaust durch Auswanderung in die USA im Jahr 1939 | Hier wohnte Georgine Wolf geb. Deutsch Jg. 1885 zwangsweise umgesiedelt 1937 Frankfurt/M. deportiert 1941 ermordet in Łodz                  | 2. Apr. 2011  |      |
| Hauptstraße 48 · ()                            | Isidor Wolf, geboren am 3. März 1880 in Guntersblum, Händler und Weinkommissionär. Übernahm 1908 das Vieh- und Lederhandelsgeschäft seines Vaters, das ein Jahr nach seiner Zwangsumsiedlung aus dem Handelsregister gelöscht wurde | Hier wohnte Isidor Wolf Jg. 1880 zwangsweise umgesiedelt 1937 Frankfurt/M. deportiert 1941 ermordet in Łódź                                 | 2. Apr. 2011  |      |
| Hauptstraße 52 · ()                            | Franziska Mayer, geborene Hirsch geboren am 16. Juni 1861 in Hillesheim | Hier wohnte Franziska Mayer geb. Hirsch Jg. 1861 zwangsweise umgesiedelt 1939 Frankfurt/M. tot Sep. 1941                                    | 2. Apr. 2011  |      |
| Hauptstraße 52 · ()                            | Thekla Mayer, geboren am 24. März 1896 in Guntersblum, Tochter von Franziska Mayer | Hier wohnte Thekla Mayer Jg. 1896 zwangsweise umgesiedelt 1939 Frankfurt/M. ???                                                             | 2. Apr. 2011  |      |
| Hauptstraße 60 · ()                            | Betty Liebmann, geborene Kahn geboren am 19. Mai 1883 in Heidelberg. Zweite Ehefrau des Händlers Simon Liebmann, der die Söhne Siegfried und Ludwig in die Ehe brachte. Nach dem Tod des Ehemannes lebte Betty Liebmann zusammen mit dem Stiefsohn Ludwig im Haus Hauptstraße 60. Nachdem beide 1939 das Haus verkaufen mussten, zogen sie zunächst nach Heidelberg, von wo aus Ludwig die Flucht über die Schweiz und Italien in die USA zu seinem bereits dort lebenden Bruder Siegfried gelang. Betty Liebmann dagegen wurde verhaftet und zusammen mit ihrer Schwestern Else und Karoline zunächst nach Gurs verlegt und am 7. September 1942 nach Auschwitz deportiert | Hier wohnte Betty Liebmann geb. Kahn Jg. 1883 Heimatort verlassen 1939 Heidelberg deportiert 1940 Gurs ermordet 1942 in Auschwitz           | 2. Apr. 2011  |      |
| Julianenstraße 2 · ()                          | Albert Vogel, geboren am 4. Juni 1882 in Kempten, Weinhändler in Guntersblum Vogels Eltern besaßen ein Weingut in Mainz sowie Weinberge, Lagerräume und Sommerhäuser in Guntersblum. Nach seinem Kriegseinsatz im Ersten Weltkrieg stieg er in das väterliche Unternehmen ein und heiratete 1924 Marie Eisenmann, mit der er die Kinder Marga (geb. 13. Januar 1922) und die Zwillingsschwestern Lotte und Susanne Vogel (geb. 2. September 1924) bekam. Diese drei Kinder wurden 1939 per Kindertransport nach London geschickt. Die Eltern blieben in Mainz und wurden 1942 nach Treblinka deportiert, wo sie ermordet wurden. Sowohl vor ihrer Mainzer Adresse in der Diether-v.-Isenburg-Straße 11 als auch vor ihrem damaligen Sommerhaus in Guntersblum erinnern Stolpersteine an Albert und Marie Vogel. | Hier wohnte Albert Vogel Jg. 1882 deportiert 1942 ermordet in Treblinka                                                                     | 2. Apr. 2011  |      |
| Julianenstraße 2 · ()                          | Marie Vogel, geborene Eisenmann geboren am 26. Januar 1895 in Nördlingen, Ehefrau von Albert Vogel. Deren drei Töchter konnten den Holocaust entgehen, wobei 1949 zunächst Susanne und 1950 ihre Zwillingsschwester Lotte nach Israel ausgewandert sind. | Hier wohnte Marie Vogel geb. Eisenmann Jg. 1895 deportiert 1942 ermordet in Treblinka                                                       | 2. Apr. 2011  |      |
| Mittelstraße 8 · ()                            | David Monat, geboren am 13. März 1864 in Wachenheim, Landwirt und Textilienverkäufer; 1942 deportiert in das Sammellager Darmstadt | Hier wohnte David Monat Jg. 1864 deportiert 1942 Theresienstadt ermordet 27.12.1942                                                         | 2. Apr. 2011  |      |
| Wormser Straße 4 · ()                          | David Rüb, geboren am 25. September 1878 in Guntersblum; Sohn von Daniel (geb. 1848) und Dina Rüb, geborene Süß (1853–1936). Er war Kaufmann, Immobilienhändler und Winzer. Von 1918 bis 1938 Vorsteher der jüdischen Gemeinde und der Synagoge, anschließend Zwangsumzug nach Frankfurt, wo das Ehepaar Rüb mit Tochter und Schwiegersohn Hartogsohn in einem Mehrfamilienhaus untergebracht wurde. 1941 wurden sie gemeinsam nach Minsk deportiert und ein Jahr später dort ermordet | Hier wohnte David Rüb Jg. 1878 zwangsweise umgesiedelt 1938 Frankfurt/M. deportiert 1941 ermordet 1942 in Minsk                             | 2. Apr. 2011  |      |
| Wormser Straße 4 · ()                          | Bertha Rüb, geborene Dornberger geboren am 5. April 1881 in Friedelsheim, Ehefrau von David Rüb | Hier wohnte Bertha Rüb geb. Dornberger Jg. 1881 zwangsweise umgesiedelt 1938 Frankfurt/M. deportiert 1941 ermordet 1942 in Minsk            | 2. Apr. 2011  |      |
| Wormser Straße 4 · ()                          | Hedwig Hartogsohn, geborene Rüb geboren am 15. November 1911 in Guntersblum, Tochter von David und Bertha Rüb und Ehefrau von Carl Hartogsohn. Ihrem Bruder Emil gelang die Flucht in die USA. Für sie und ihrem Ehemann wurden ebenfalls in Frankfurt-Unterliederbach ein Stolperstein verlegt | Hier wohnte Hedwig Hartogsohn geb. Rüb Jg. 1911 zwangsweise umgesiedelt 1938 Frankfurt/M. deportiert 1941 ermordet 1942 in Minsk            | 2. Apr. 2011  |      |
| Wormser Straße 4 · ()                          | Carl Hartogsohn, geboren am 27. Juli 1905 in Emden, Sohn von Hartogsohn und Rosa, geborene Polack sowie Ehemann von Hedwig, geborene Rüb. Lehre als Klempner und Installateur, später Kantor, Religionslehrer und Schächter. Eine geplante Emigration der Familie in die USA, für die die Hartogsohns ein Visum mit Gültigkeit bis zum 21. September 1940 sowie eine Bürgschaft hatten, scheiterte. Die Korrespondenz mit Carls Schwager Emil Rüb in den USA lässt vermuten, dass die erforderlichen Gelder für die Passage nicht rechtzeitig eintrafen. Zusammen mit der Familie Hartogsohn/Rüb wurden auch fünf Schwestern von Carl Hartogsohn nach Minks deportiert. Für Carl Hartogsohn und seiner Ehefrau wurden ebenfalls in Frankfurt-Unterliederbach ein Stolperstein verlegt                           | Carl Hartogsohn Jg. 1905 deportiert 1941 ermordet in Minsk                                                                                  | 2. Apr. 2011  |      |